# (29651) 1998 WA9
1998 دابليو أي 9 (ويعرف أيضًا باسم (29651) 1998 دابليو أي 9 وفق تسمية الكوكب الصغير) (بالإنجليزية: 1998 WA9)‏ هو كويكب ضمن حزام الكويكبات؛ وترتيبه 29651 من حيث الاكتشاف.
اكتُشف هذا الجُرم الفلكي بواسطة John V. McClusky ‏ في 22 نوفمبر 1998.

## وصلات خارجية
- (29651) 1998 WA9 في قاعدة بيانات مختبر الدفع النفاث لأجرام النظام الشمسي الصغيرة

- الاكتشاف · مخطط المدار ·  العناصر المدارية · المعلمات المادية

- (29651) 1998 WA9 على موقع ويكي سكاي: DSS2, SDSS, GALEX, IRAS, Hydrogen α, X-Ray, Astrophoto, Sky Map, Articles and images